# 柴田寿子
柴田 寿子（しばた としこ、1955年 - 2009年2月4日）は、日本の政治学者。元東京大学教授。専門は政治思想史。スピノザの研究で知られる。

## 略歴
長野県東御市出身。長野県上田高等学校を経て、1980年に一橋大学経済学部卒業。1990年、同大学院社会学研究科博士課程単位取得満期退学。指導教官は岩崎允胤。田中浩門下。
一橋大学社会学部助手を経て、1993年から東京大学教養学部社会科学科助教授、2002年東京大学大学院総合文化研究科教授。2001年『スピノザの政治思想』で東大博士（学術）。2009年、横紋筋肉腫のため死去。

## 著書

### 単著
- 『スピノザの政治思想——デモクラシーのもうひとつの可能性』（未來社、2000年）
- 『リベラル・デモクラシーと神権政治——スピノザからレオ・シュトラウスまで』（東京大学出版会、2009年）

### 共編著
- （山脇直司・丸山真人）『ライブラリ相関社会科学（10）グローバル化の行方』（サイエンス社、2004年）

### 監訳
- ルネ・クーペルス、ヨハネス・カンデル編『EU時代の到来——ヨーロッパ・福祉社会・社会民主主義』田中浩、柴田寿子監訳（未來社、2009年）

## 雑誌論文
- 「人民主権論の思想的系譜――ホッブズとルソーを結ぶスピノザ政治思想の位置」『思想』769号（1988年）
- 「スピノザ政治思想における聖書解釈の意義――主権者と宗教論との関連をめぐって」『一橋論叢』105巻2号（1991年）
- 「フランス啓蒙思想とスピノザ――西欧近代思想史における異端の『抑圧』と『復活』」『一橋論叢』108巻2号（1992年）
- 「J・アルトジウスの政治論における<共生>と<主権>――ヒューグリン『社会連合的連邦主義』を読む」『社會科學紀要』44号（1995年）
- 「デモクラシーのもう一つの可能性――スピノザ的国家における差異と平等」『現代思想』24巻14号（1996年）
- 「『光の物語』と『闇の記憶』――アーレントにおける政治と歴史認識」『現代思想』25巻8号（1997年）
- 「神は嫉妬深いか?――同化主義とシオニズムのはざま」『現代思想』26巻5号（1998年）
- 「コノリーをめぐるニーチェとスピノザの対話」『スピノザーナ』1号（1999年）
- 「力の政治と法の政治――ホッブズにおける『政治的なものの本質』」『現代思想』31巻15号（2003年）
- 「西欧近世にみる開放的共存の思考様式――スピノザにおける神権政治と民主政」『中世思想研究』48号（2006年）
- 「ポストモダン的啓蒙と脱構築としてのスピノチスムス」『スピノザーナ』8号（2007年）